# Слори, Андвеле
Андвеле Седрик Слори (нидерл. Andwelé Cedric Slory; род. 27 сентября 1982, Парамарибо) — нидерландский футболист, игравший на позиции правого полузащитника.
Профессиональный дебют игрока состоялся в клубе «Телстар» в возрасте 18 лет, следующим его нидерландским клубом станет «Эксельсиор». По результатам того сезона Слори с 12 голами стал лучшим бомбардиром клуба, позднее дебютировал в сборной Нидерландов и перешёл в «Фейеноорд». Из-за травм Слори не удавалось показывать высокий уровень игры, однако в сезоне 2009/10 он всё же закрепился в стартовом составе. Позже он играл в клубах Англии, Болгарии и Австралии, затем завершил футбольную карьеру на три года; в 2015 году перешёл в «Дордрехт» на правах свободного агента.
Слори провёл два матча за национальную сборную.

## Ранняя жизнь
Слори родился в Парамарибо — столице Суринама, где он жил, пока ему не исполнилось семь лет. Отец Слори — бывший футболист, игрок суринамского футбольного клуба «Робингуд» и суринамской национальной сборной, где он выступал на позиции атакующего полузащитника. Слори уехал из Суринама после того, как его мать начала обучение в Нидерландах.
В Нидерландах Слори сначала проживал в Зандаме в Северной Голландии. Спустя два месяца семья переехала в Хемскерк. Спустя год после переезда в Нидерланды мать Слори записала его в любительский клуб.

## Клубная карьера

### Молодёжная карьера
Слори начал свою карьеру в местном клубе ОДИН '59. Вскоре он перешёл в «Стормвогелс» — региональный клуб, играющий на самом высоком национальном молодежном нидерландском уровне. Вскоре молодым футболистом заинтересовались клубы первого нидерландского дивизиона — АЗ и Телстар. Слори выбрал «Телстар»: главной причиной такого выбора стало то, что в «Телстаре» уже играли его друзья и бывшие одноклубники из Велзена.
В возрасте 15 лет со Слори чуть не разорвали контракт, однако тренеру удалось повлиять на футболиста, и тот изменился в лучшую сторону.

### «Стормвогелс Телстар» (2000—2005)

#### Первые шаги (2000—2003)
Слори подписал контракт с первой командой «Телстар» в сезоне 2000/01, но не провёл ни одного матча за клуб. В 2001 году «Телстар» объединился с бывшим клубом футболиста «Стормвогелс»: новый клуб стал называться «Стормвогелс Телстар».
В возрасте 18 лет Слори дебютировал в первом дивизионе страны; 18 августа 2001 года Слори заменил Орландо Смикеса на 73-й минуте домашнего матча против «Эксельсиора» (матч закончился 1:3). 4 ноября 2001 года Слори в первый и единственный раз в том сезоне появился в стартовом составе в домашнем матче против «Харлема» (0:1). Всего, с учётом выходов на замены, Слори провёл за клуб в первом сезоне девять матчей, в которых ни разу не отличился. Однако в следующем сезоне 2002/03 Слори появлялся на поле ещё реже: всего дважды за сезон.

#### Перелом (2003—2005)
Перелом в карьере Слори случился в сезоне 2003/04. 5 сентября 2003 года Слори забил первый гол (в домашнем матче против «Хераклес Алмело»), матч закончился победой команды Слори со счётом 2:1. После выхода на замену вместо Лучано ван Каллена на 44-й минуте Слори оформил дубль в матче. Всего в том сезоне футболист провёл за клуб 35 матчей в первом голландском дивизионе, забив 12 мячей.
Слори постепенно стал очень важным игроком для своего клуба. В сезоне 2004/05 Слори сыграл 31 матч, забив 9 мячей и вскоре объявил о решении покинуть клуб; 21 февраля 2005 года «Эксельсиор» объявил о переходе 22-летнего вингера. Позднее выяснилось, что Слори подписал двухлетний контракт с третьим клубом Роттердама.

### «Эксельсиор» (2005—2007)

#### Неожиданное продвижение (2005—2006)
В «Эксельсиоре» Слори быстро стал игроком основного состава и провёл успешный сезон 2005/06. 12 сентября 2005 года Слори дебютировал за клуб в выездном матче против «Камбюр» (0-1). Спустя неделю, 19 сентября 2005 года, Слори впервые отличился за клуб: произошло это в домашнем матче против «Эммен» (3-0).
Под руководством Марио Бена «Эксельсиор» неожиданно стал бороться за выход в Эредивизи. 31 марта 2006 года Эксельсиор выиграл домашний матч против лидера турнирной таблицы ВВВ-Венло (3:1), что позволило клубу выиграть первый голландский дивизион и получить место в высшем. Слори сыграл важнейшую роль в победе клуба, забив 14 голов в 36 матчах.

#### Борьба за выживание (2006—2007)
После неожиданной победы в первом нидерландском футбольном дивизионе, в сезоне 2006/07 роттердамский клуб считался одним из аутсайдеров высшего: «Эксельсиор» имел самый маленький клубный бюджет, а большинство игроков практически не имели опыта выступлений на таком уровне. Однако Слори в первых десяти матчах отличился пять раз, сделав к тому же четыре голевые передачи. Дебютный матч за клуб в высшем нидерландском дивизионе Слори провёл 19 августа 2006 года против «Роды» (0:1). Первый гол в Эредивизи футболист забил одну неделю спустя, 26 августа 2006 года в выездном матче против «Валвейка» (1:1).
Ввиду впечатляющего начала сезона на Слори обратили внимание скауты различных отечественных нидерландских и зарубежных клубов. 27 октября 2006 года «Фейеноорд» заявил, что игрок перейдёт в клуб летом. 21 декабря 2006 года было официально объявлено, что Слори присоединится к «Фейеноорду» по окончании сезона и подпишет с клубом контракт, сроком на два года.
Слори продолжил свой впечатляющий сезон за «Эксельсиор», забивая голы в самых важных матчах: в выездном матче против «Аякса» (2:2), поучаствовал в домашнем разгроме «Хераклеса» (6:1), сделав дубль. 29 апреля 2007 года в последнем матче игрового дня Эксельсиор встречался с лидером Эредивизи — клубом АЗ. Отличный проход Слори на двадцатой минуте вынудил вратаря соперников Боя Ватермана нарушить правила в штрафной площади. Вратарь получил красную карточку, а в ворота АЗ был назначен пенальти, который успешно реализовал Луиджи Брёйнс. Эксельсиор выиграл тот матч со счётом 3:2, из-за чего АЗ проиграл чемпионство ПСВ.
Эксельсиор закончил чемпионат на 16-м месте, что означало стыковые матчи с клубами первого дивизиона. После победы над «Вендамом», в ответном матче против которого Слори оформил дубль, и победы над «Розендалом», в ответном матче против которого Слори забил победный гол, «Эксельсиор» обеспечил себе прописку в высшем дивизионе Нидерландов ещё на год.

### «Фейеноорд» (2007—2010)

#### «Фальстарт» (2007—2009)

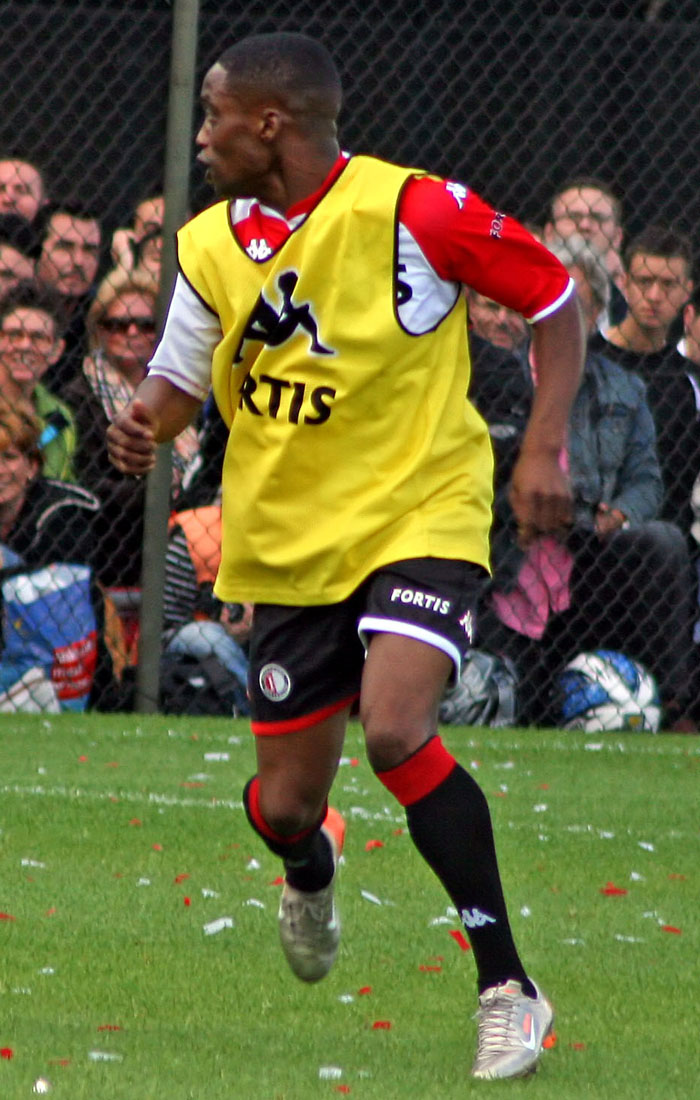
Слори на первой тренировке за «Фейеноорд» в сезоне 2007/08.

Сезон 2007/08 начался для футболиста 15 июня 2007 года. Несмотря на контракт игрока с «Фейеноордом», принципиальный соперник клуба «Аякс» сделал выгодное предложение за игрока, однако новый тренер «Фейеноорда» Берт ван Марвейк отклонил предложение, и Слори остался в клубе.
19 августа 2007 года Слори провёл неудачный дебют за «Фейеноорд» в первом матче сезона в Эредивизи. Слори попал в стартовый состав клуба на выездной матч против «Утрехта» (0:3), но из-за неудачного столкновения с вратарём Франком Гранделем на 18 минуте сломал плюсну и выбыл почти на два месяца. Несмотря на отсутствие Слори в команде, «Фейеноорд» предложил игроку новый контракт, и 4 октября 2007 контракт с игроком был продлён на год; новый контракт заканчивался летом 2010 года, причём существовала возможность его продления ещё на год.
Слори вернулся на поле 11 ноября 2007 года в домашнем матче клуба против «Аякса» (2:2). Слори вышел  на замену на 69-й минуте и не реализовал два выхода один-на-один с вратарем Аякса Мартеном Стекеленбургом. После матча на домашний адрес футболиста пришла записка с угрозами: футболист сообщил о ней полиции. 2 декабря 2007 нападающий забил свой первый гол за «Фейеноорд» в домашнем матче против «Хераклеса» (6:0).
Из-за травм в первом сезоне игрок провёл за клуб лишь 17 матчей. Те же проблемы преследовали игрока и в сезоне 2008/09. Слори пропустил всю предсезонную программу подготовки из-за травмы подколенного сухожилия, травма мышцы на другой ноге в первых матчах сезона выбила его ещё на шесть недель. Всего за сезон Слори провёл за «Фейеноорд» 20 матчей, забив лишь раз.

#### Последний шанс (2009—2010)
Перед сезоном 2009/10 на пост главного тренера «Эксельсиора» вернулся Марио Бен, давший Слори последний шанс. Однако футболист провёл неоднозначное начало сезона: 17 июля 2009 года Слори устроил драку со своим одноклубником Каримом Эль-Ахмади на предсезонной подготовке в Обидуше. На следующий день после инцидента Слори извинился перед всеми товарищами по команде и техническим персоналом.
В начале сезона Слори удалось закрепится в основе клуба: в первых тринадцати матчах футболист отличился четырежды. Несмотря на хорошее начало сезона, некоторые инциденты постепенно выбили игрока из основного состава. 25 октября 2009 года Слори был заменен в перерыве в домашней игре «Фейеноорда» против ВВВ-Венло (1:0), из-за драки со своим одноклубником, полузащитником Денни Ландзатом. 22 ноября 2009 года Слори был оштрафован за раздачу автографов в школе в Барендрехте, поскольку до этого футболист заявил руководству клуба о невозможности нахождения на тренировке из-за травмы. 

### «Вест Бромвич Альбион» (2010)
1 февраля 2010 года вингера подписал клуб английского чемпионата «Вест Бромвич Альбион» на правах свободного агента. Слори дебютировал за «Вест Бромвич», выйдя на 52-й минуте на замену в победном матче против «Блэкпула» 3 февраля 2010 года (3:2).
Дебютировал в стартовом составе за клуб игрок только 16 февраля в ничейной игре против «Кардифф Сити» (1-1). В общей сложности за клуб в сезоне 2009/10 игрок провёл 6 матчей, причём в стартовом составе оказался только однажды.
5 мая 2010 года вингер покинул английский клуб.

### «Левски» София
30 августа 2010 года Слори прибыл в Болгарию и на следующий день (31 августа 2010) официально подписал контракт с софийским Левски, после успешного прохождения медосмотра. Контракт заключался на два года. Футболисту не удалось закрепится в основном составе, из-за чего контракт был расторгнут болгарской стороной.

### «Аделаида Юнайтед»
20 декабря 2010 года было объявлено, что Слори заключил контракт с клубом A-Лиги — «Аделаида Юнайтед»; особенность контракта заключалась в том, что игроку запрещалось появляться в стартовом составе команды более чем в десяти матчах клуба в сезоне. 2 февраля 2011 Слори дебютировал за австралийскую команду.
Из-за споров с тренером клуба Рини Куленом, утверждалось, что футболист покинут клуб. Более того, Аделаида Юнайтед подтвердила сообщения о том, что Слори намерен завершить карьеру футболиста 22 ноября 2011 года. Слори заявил, что потерял страсть и приверженность к футболу и надеется вернуться в Нидерланды и открыть там свой бизнес.

### Возвращение в Нидерланды
Слори вернулся в Нидерланды, где играл за любительские клубы «Барендрехт» и «Масслёйс». После более чем трёхлетнего перерыва в профессиональной футбольной карьере, Слори подписал полуторагодичный контракт с клубом высшего дивизиона Нидерландов «Дордрехтом» в январе 2015 года, продлевать контракт стороны не стали.

## Международная карьера
Слори родился в Суринаме, бывшей нидерландской колонии, потому он мог выбрать либо сборную Суринама, либо сборную Нидерландов. Слори выбрал Нидерланды, как и многие другие голландские футболисты суринамского происхождения (Эдгар Давидс, Кларенс Зеедорф и Джимми Хасселбайнк).
После успехов в матчах за «Эксельсиор» в чемпионате Нидерландов сезона 2006/07, Слори получил приглашение в сборную от тренера «оранжевых» Марко Ван Бастена. Слори присоединился к нидерландской сборной на летнее азиатское турне 2007 года.
Всего за сборную Нидерландов вингер провёл два матча. 2 июня 2007 Слори дебютировал в товарищеском матче против Южной Кореи в Сеуле (0:2). После нарушения правил на футболисте, Нидерланды получили права пробить одиннадцатиметровый удар на 32-й минуте, который был реализован Рафаэлем ван дер Ваартом. Второй и последний матч за сборную Слори провёл 6 июня 2007 года в матче против Таиланда в Бангкоке (1:3).

## Статистика

### Клубная статистика
|                   |                      |                             | Лига       | Лига | Кубок             | Кубок             | Континент | Континент | Всего | Всего |
| Сезон             | Клуб                 | Лига                        | М          | Г    | М                 | Г                 | М         | Г         | М     | Г     |
| Нидерланды        | Нидерланды           | Нидерланды                  | Лига       | Лига | Кубок Нидерландов | Кубок Нидерландов | УЕФА      | УЕФА      | Всего | Всего |
| ----------------- | -------------------- | --------------------------- | ---------- | ---- | ----------------- | ----------------- | --------- | --------- | ----- | ----- |
| 2000–01           | Телстар              | Первый дивизион Нидерландов | 0          | 0    | 0                 | 0                 | -         | -         | 0     | 0     |
| 2001–02           | Стормвогелс Телстар  | Первый дивизион Нидерландов | 9          | 0    | 0                 | 0                 | -         | -         | 9     | 0     |
| 2002–03           | Стормвогелс Телстар  | Первый дивизион Нидерландов | 2          | 0    | 0                 | 0                 | -         | -         | 2     | 0     |
| 2003–04           | Стормвогелс Телстар  | Первый дивизион Нидерландов | 35         | 12   | 0                 | 0                 | -         | -         | 35    | 12    |
| 2004–05           | Стормвогелс Телстар  | Первый дивизион Нидерландов | 31         | 9    | 0                 | 0                 | -         | -         | 31    | 9     |
| 2005/06           | Эксельсиор Роттердам | Первый дивизион Нидерландов | 36         | 14   | 2                 | 0                 | -         | -         | 38    | 14    |
| 2006/07           | Эксельсиор Роттердам | Высший дивизион Нидерландов | 29         | 12   | 1                 | 1                 | -         | -         | 30    | 13    |
| 2007/08           | Фейеноорд            | Высший дивизион Нидерландов | 17         | 2    | 0                 | 0                 | -         | -         | 17    | 2     |
| 2008/09           | Фейеноорд            | Высший дивизион Нидерландов | 20         | 1    | 0                 | 0                 | 1         | 0         | 21    | 1     |
| 2009/10           | Фейеноорд            | Высший дивизион Нидерландов | 13         | 4    | 1                 | 0                 | -         | -         | 14    | 4     |
| Англия            | Англия               | Англия                      | Лига       | Лига | Кубок Англии      | Кубок Англии      | УЕФА      | УЕФА      | Всего | Всего |
| 2009/10           | Вест Бромвич Альбион | Чемпионат футбольной лиги   | 6          | 0    | 0                 | 0                 | -         | -         | 6     | 0     |
| Болгария          | Болгария             | Болгария                    | Лига       | Лига | Кубок Болгарии    | Кубок Болгарии    | УЕФА      | УЕФА      | Всего | Всего |
| 2010/11           | Левски               | Чемпионат Болгарии          | 5          | 0    | 0                 | 0                 | 0         | 0         | 5     | 0     |
| Австралия         | Австралия            | Австралия                   | Лига       | Лига | Кубок             | Кубок             | ОФК/АФК   | ОФК/АФК   | Всего | Всего |
| 2010-11           | Аделаида Юнайтед     | Чемпионат Австралии         | 0          | 0    | 0                 | 0                 | 0         | 0         | 0     | 0     |
| Нидерланды        | Нидерланды           | Нидерланды                  | Лига       | Лига | Кубок Нидерландов | Кубок Нидерландов | УЕФА      | УЕФА      | Всего | Всего |
| 2014/15           | Дордрехт             | Высший дивизион Нидерландов | 0          | 0    | 0                 | 0                 | -         | -         | 0     | 0     |
| Всего             | Нидерланды           | Нидерланды                  | Нидерланды | 54   | 4                 | 1                 | 1         | 0         | 206   | 55    |
| Всего             | Англия               | Англия                      | Англия     | 0    | 0                 | 0                 | 0         | 0         | 6     | 0     |
| Всего             | Болгария             | Болгария                    | Болгария   | 0    | 0                 | 0                 | 0         | 0         | 5     | 0     |
| Всего             | Нидерланды           | Нидерланды                  | Нидерланды | 0    | 0                 | 0                 | 0         | 0         | 0     | 0     |
| Всего за карьеру: | Всего за карьеру:    | Всего за карьеру:           | 206        | 54   | 4                 | 1                 | 1         | 0         | 211   | 55    |

Данные на 30 августа 2010 года.

### Международная статистика
| Сборная    | Клуб       | Сезон   | М | Г |
| ---------- | ---------- | ------- | - | - |
| Нидерланды | Эксельсиор | 2006–07 | 2 | 0 |
| Всего      | Всего      | Всего   | 2 | 0 |

| Матчи и голы Слори за сборную | Матчи и голы Слори за сборную | Матчи и голы Слори за сборную | Матчи и голы Слори за сборную | Матчи и голы Слори за сборную | Матчи и голы Слори за сборную | Матчи и голы Слори за сборную |
| #                             | Дата                          | Место                         | Противник                     | Результат                     | Голы                          | Соревнование                  |
| 2006–07                       | 2006–07                       | 2006–07                       | 2006–07                       | 2006–07                       | 2006–07                       | 2006–07                       |
| ----------------------------- | ----------------------------- | ----------------------------- | ----------------------------- | ----------------------------- | ----------------------------- | ----------------------------- |
| 1.                            | 2 июня 2007                   | Стадион Сеул, Сеул            | Республика Корея              | 0–2                           | 0                             | Товарищеский                  |
| 2.                            | 6 июня 2007                   | Раджамангала, Бангкок         | Таиланд                       | 1–3                           | 0                             | Товарищеский                  |

Данные на 6 июня 2007 года.

## Трофеи и достижения
«Эксельсиор»
- Первый дивизион Нидерландов: 2005/06

«Фейеноорд»
- Кубок Нидерландов: 2007/08

## Интересные факты
- Когда «Фейеноорд» выиграл Кубок Нидерландов 2007/08, Слори отказался подержать в руках трофей, поскольку не провёл за клуб в этом соревновании ни одной минуты